# 大阪市立高殿南小学校
大阪市立高殿南小学校（おおさかしりつたかどのみなみしょうがっこう）は、大阪府大阪市旭区にある公立小学校。

## 概要
旭区の南端部を校区とする。大阪市立高殿小学校の校区を分離する形で1980年に開校した。

## 沿革
母体となる大阪市立高殿小学校は、1970年代頃には1500人以上を有する過大規模校に位置づけられ、過大規模校解消の必要が生じていた。そのため、1980年に高殿小学校から分離する形で大阪市立高殿南小学校が開校した。

### 年表
- 1980年4月 - 大阪市立高殿小学校より分離開校。

## 通学区域
- 大阪市旭区 高殿2丁目（一部）、高殿3丁目・4丁目。
  - 卒業生は大阪市立旭陽中学校に進学する。

## 交通
- 地下鉄谷町線 野江内代駅 北東へ約700m。
- 京阪本線 関目駅、地下鉄今里筋線 関目成育駅 西へ約700m。